# 斎藤美洲
齋藤 美洲（さいとう びしゅう、1913年8月10日 - 1997年8月26日）は、英文学者、東京教育大学名誉教授。

## 人物
東京文理科大学卒。東京教育大学助教授、教授、1977年定年退官、名誉教授。大妻女子大学教授も務めた。
1997年8月26日、肺炎のため死去。

## 著書
- 英語教育概説 岩崎書店、1951．教職叢書
- 中学英語の総まとめ 向上社、1952.中学の総まとめ叢書
- 新傾向英語創作問題選 學生社、1964.6
- 英国近代精神の胎動 研究社出版、1966
- エラスムス 清水書院、1981.2、新版2015.Century books. 人と思想

## 共編著
- 英語の理解と活用 問題と解答　鈴木忠夫共著.曉書房、1949.英語学習叢書
- 新しい英語の学び方 石川光泰共著.研究社出版、1952.3.研究社中学上級双書
- ポールスターガイド. book 3　佐々木高政共著.北星堂書店、1952.4
- 中学英語問題の研究 昭和31年度受験用 向上社、1955.中学の問題研究叢書
- 精講英文解釈 広瀬和清共著.学生社、1960
- イギリス文学詩文選 風土と文学 編著.中教出版社、1973
- イギリス文学史序説 社会と文学 編著.中教出版社、1978.11

## 翻訳
- 英文学ハンドブック－「作家と作品」シリーズ 第6 マンスフィールド J.A.ゴードン　研究社出版、1956
- 日本の目覚め　岡倉天心　現代日本文学全集・筑摩書房、1958。のち明治文学全集・近代日本思想大系・ちくま学芸文庫に収録
- いぎりす俗物誌 サッカレー　世界文学大系 第40 筑摩書房、1961
- 恋愛病理学 バートン　世界人生論全集 第4　筑摩書房、1963
- 恋愛解剖学　ロバート・バートン 桃源社、1964

## 記念論集
- 追想齋藤美洲　斎藤美洲先生追悼録刊行会,2009.8

## 参考
- 「イギリス文学詩文選」著者紹介